# 野田みづき
野田 みづき（のだ みづき、1934年8月27日 - ）は、日本の実業家、馬主。

## 経歴
1953年4月、パイロット萬年筆に入社。同社に12年ほど勤め1965年3月をもって退社し、1968年4月に夫の野田順弘とともに株式会社大阪ビジネスを設立し取締役に就任。1974年に現在のオービックに社名変更する。以降同社の要職を歴任し現在取締役相談役。
2021年度の「役員報酬1億円以上」の人物のランキングにおいて、全915人から女性（16人）に限った順位の中で2位にランクインしている。

## 馬主活動

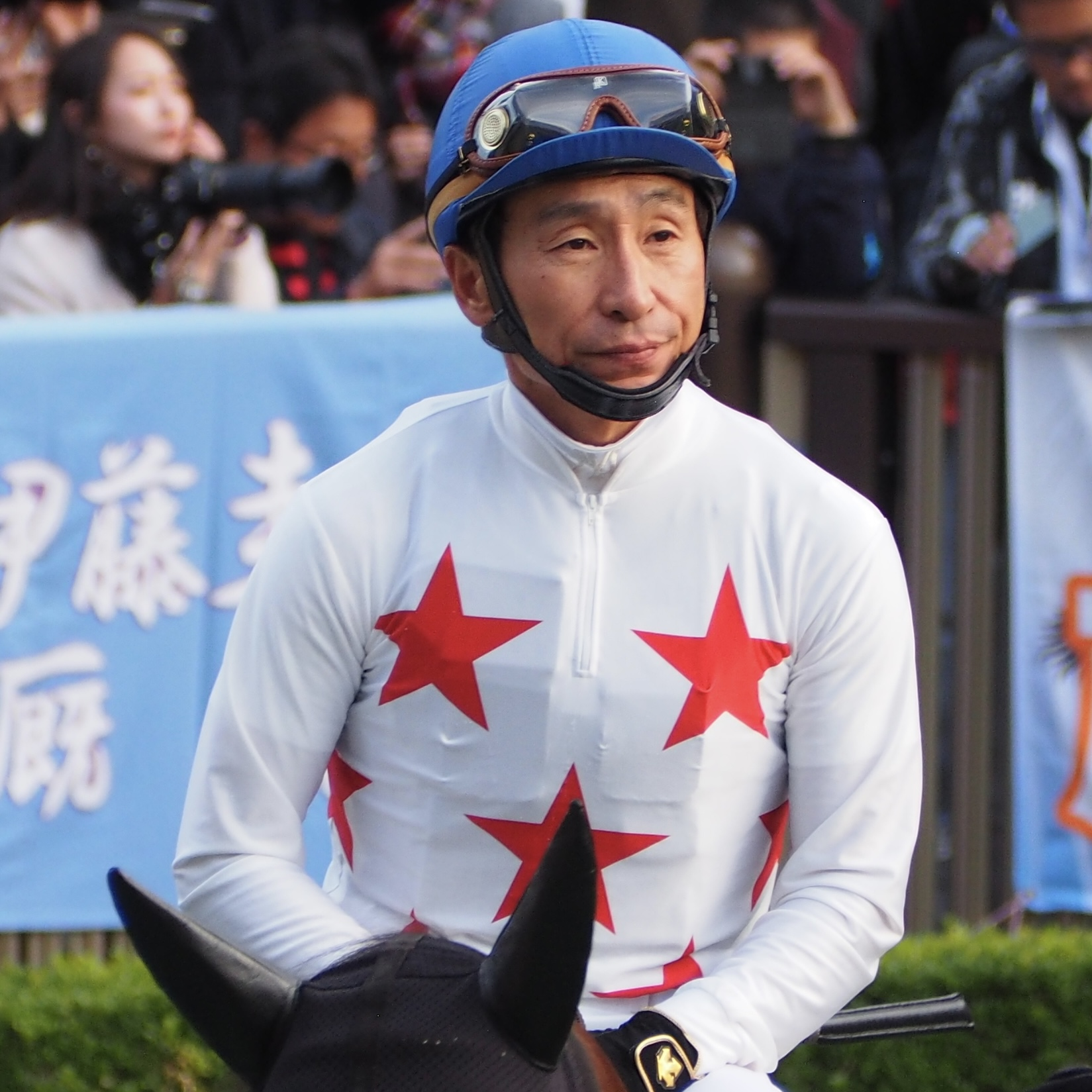
野田の勝負服を着用した横山典弘

日本中央競馬会（JRA）に登録する馬主としても知られる。勝負服の柄は白、赤星散、白袖。冠名には「ミッキー」を用いる。
夫の順弘も「株式会社ダノックス」として馬主登録しており、「ダノン」の冠名で多数の競走馬を所有している。

### 来歴
- 2002年 - 3月27日の3歳新馬戦をミッキーヒーローが制し、初勝利。
- 2011年 - ミッキードリームが朝日チャレンジカップを制し、重賞競走初制覇。
- 2014年 - NHKマイルカップをミッキーアイルが制し、GI競走初制覇[4]。

## 主な所有馬

### GI競走優勝馬
- ミッキーアイル（2014年NHKマイルカップ、スワンステークス、シンザン記念、アーリントンカップ、2016年マイルチャンピオンシップ、阪急杯、高松宮記念2着、スプリンターズステークス2着）
- ミッキークイーン（2015年優駿牝馬、秋華賞、2016年ヴィクトリアマイル2着、2017年阪神牝馬ステークス）
- ミッキーロケット（2017年日経新春杯、2018年宝塚記念）
- ミッキーファイト（2024年レパードステークス、名古屋大賞典、2025年アンタレスステークス、帝王賞）

### 重賞競走優勝馬
- ミッキードリーム（2011年朝日チャレンジカップ）
- ミッキーグローリー（2018年京成杯オータムハンデキャップ、関屋記念）
- ミッキースワロー（2017年セントライト記念、2019年七夕賞、2020年日経賞、天皇賞・春3着）
- ミッキーチャーム（2018年秋華賞2着、2019年阪神牝馬ステークス、クイーンステークス）
- ミッキーゴージャス（2024年愛知杯）
- ミッキーヌチバナ（2024年アンタレスステークス）

### その他の所有馬
- ミッキーパンプキン（2008年萩ステークス、2009年アーリントンカップ3着、2012年大阪城ステークス、函館記念3着）
- ミッキーペトラ（2009年弥生賞2着）
- ミッキーラブソング（2016年安土城ステークス、京都金杯3着、2017年タンザナイトステークス）
- ミッキーワイルド（2019年霜月ステークス、プロキオンステークス2着）
- ミッキーブリランテ（2019年シンザン記念3着、2021年ニューイヤーステークス、函館スプリントステークス3着、2022年京成杯オータムハンデキャップ2着）
- ミッキーメテオ（2022年イルミネーションジャンプステークス、2023年中山グランドジャンプ2着）

なお、2001年の金鯱賞などを制したミッキーダンスは、同じ冠名を用いる三木久史の所有馬であり、野田とは無関係である。